# Rhene callida
Rhene callida är en spindelart som beskrevs av George William Peckham och Elizabeth Maria Gifford Peckham 1895. Rhene callida ingår i släktet Rhene och familjen hoppspindlar. Inga underarter finns listade i Catalogue of Life.